# Arnaud Verstraete
Arnaud Verstraete (Deinze, 12 november 1979) is een voormalig Belgisch politicus voor Groen. 

## Biografie
Verstraete groeide op te Aalter en behaalde in 2002 een master in de psychologie aan de universiteit van Gent. In 2007 slaagde hij eveneens voor het Public Management Program van de KU Leuven. 
Na zijn studies was hij van 2003 tot 2007 attaché ontwikkelingssamenwerking op de Federale Overheidsdienst Buitenlandse Zaken en van 2007 tot 2009 beleidsmedewerker mobiliteit voor de Vlaamse Overheid. Van 2009 tot 2014 was hij actief als adviseur op het kabinet van Bruno De Lille, toenmalig staatssecretaris voor Mobiliteit en Verkeersveiligheid in de Brusselse Hoofdstedelijke Regering.
Bij de Brusselse gewestverkiezingen van mei 2014 werd Verstraete verkozen in het Brussels Hoofdstedelijk Parlement. Hij zetelde er twee legislaturen lang en was van 2019 tot 2024 fractievoorzitter van zijn partij. Verstraete was tevens lid van de commissies Huisvesting (2014-2024) en Territoriale Ontwikkeling (2014-2019) en Mobiliteit (2019-2024). In het Brussels Parlement legde hij zich voornamelijk toe op huisvesting en ijverde hij na het politiek-financieel schandaal bij Samusocial voor beter bestuur en transparantie. Bij de Brusselse verkiezingen van juni 2024 kwam hij niet langer op en verliet hij de actieve politiek.
Verstraete was ook voorzitter van de lokale Groen-afdeling van Schaarbeek en van oktober 2017 tot mei 2024 was hij er gemeenteraadslid.
Sinds juni 2024 is hij freelance consultant op het gebied van onder meer bedrijfsbeheer, public relations en communicatie. 